# Braco de Saint-Germain
A braco de Saint-Germain[Nota] (em francês:  Braque Saint-Germain) é uma raça mais leve que os parentes do Sul e adquiriu o padrão dos pointers da mesma época dos tempos do rei Luís XV graças a cruzamentos seletivos que a retiraram do risco de extinção no qual caíram após a Revolução Francesa. Originalmente trabalhadores, tem a sua maioria vivendo como cães de estimação. De personalidade dita alegre e cautelosa, tem seu adestramento classificado como fácil e seu comportamento considerado confiável inclusive com crianças.